# Mike Pouncey
James Michael „Mike“ Pouncey (* 24. Juli 1989 in Ardmore, Oklahoma) ist ein ehemaliger US-amerikanischer American-Football-Spieler auf der Position des Centers. Er spielte bei den Los Angeles Chargers und den Miami Dolphins in der National Football League (NFL).

## Karriere

### College
Pouncey hatte Angebote für Stipendien von mehreren Colleges, entschied sich für die University of Florida und spielte gemeinsam mit seinem Zwillingsbruder Maurkice, der später für die Pittsburgh Steelers spielte, für deren Team, die Gators, äußerst erfolgreich College Football. Mike kam dabei auf verschiedenen Positionen sowohl in der Offensive Line als auch in der Defensive Line zum Einsatz.

### NFL

#### Miami Dolphins
Beim NFL Draft 2011 wurde er in der 1. Runde als insgesamt 15. von den Miami Dolphins ausgewählt. Bereits in seiner Rookie-Saison spielte er als Starter und lief seither sowohl als Center als auch als Guard auf. 
Laut einem im Februar 2014 von der NFL veröffentlichten Bericht war Pouncey einer der Hauptschuldigen bei einer Mobbing-Affaire, die 2013 bei den Dolphins für Unruhe sorgte.
Bislang wurde er dreimal für den Pro Bowl nominiert. In der Saison 2016 konnte er verletzungsbedingt nur fünf Spiele bestreiten.

#### Los Angeles Chargers
Im März 2018 wechselte Pouncey zu den Los Angeles Chargers, bei denen er einen Zweijahresvertrag in der Höhe von 15 Millionen US-Dollar unterschrieb.
Nach der Saison 2020 verkündete er, ebenso wie sein Zwillingsbruder, sein Karriereende.